# Juan Burgueño
Juan Burgueño Pereira (4 febbraio 1923 – 21 settembre 1997) è stato un calciatore uruguaiano di ruolo attaccante, campione del mondo nel 1950 con la Nazionale uruguaiana.

## Carriera
Burgueño a livello di club giocò per l'Atlanta e il Danubio.
Fece parte della selezione vinse i Mondiali nel 1950, dove tuttavia non scese mai in campo.

## Palmarès

### Nazionale
- Campionato mondiale: 1

Brasile 1950